# Teresa (1965)
Teresa foi uma telenovela apresentada pela TV Tupi de 11 de janeiro a 30 de março de 1965, às 20h.
Foi escrita por Walter George Durst a partir de um original mexicano homônimo de Mimí Bechelani e dirigida por Geraldo Vietri.

## Trama
Teresa é uma moça má e ambiciosa pretende ascender socialmente. Seu alvo é um milionário que acaba se apaixonando por ela, mas suas trapaças e mentiras são desmascaradas na festa do seu noivado.

## Elenco
- Geórgia Gomide .... Teresa Martínez
- Walmor Chagas .... José Antônio
- Maria Célia Camargo .... Joana
- Percy Aires .... Armando Martínez
- Lisa Negri .... Aurora
- Rildo Gonçalves .... Héctor de la Barrera
- Luiz Gustavo .... Mário
- Marisa Sanches .... Luísa de la Barrera
- Néa Simões .... Josefina Martínez
- João Monteiro .... Romeu
- Xisto Guzzi .... Fabiano
- Guiomar Gonçalves .... Emília
- Sérgio Galvão ....  Rubens
- Rita Cléos .... Genoveva